# Grafschaft Steinfurt

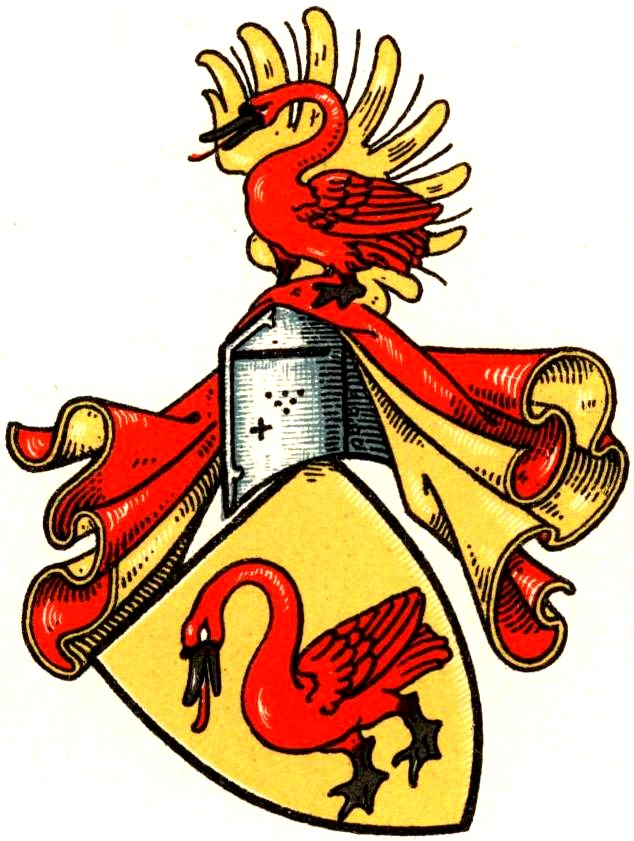
Stammwappen derer von Steinfurt

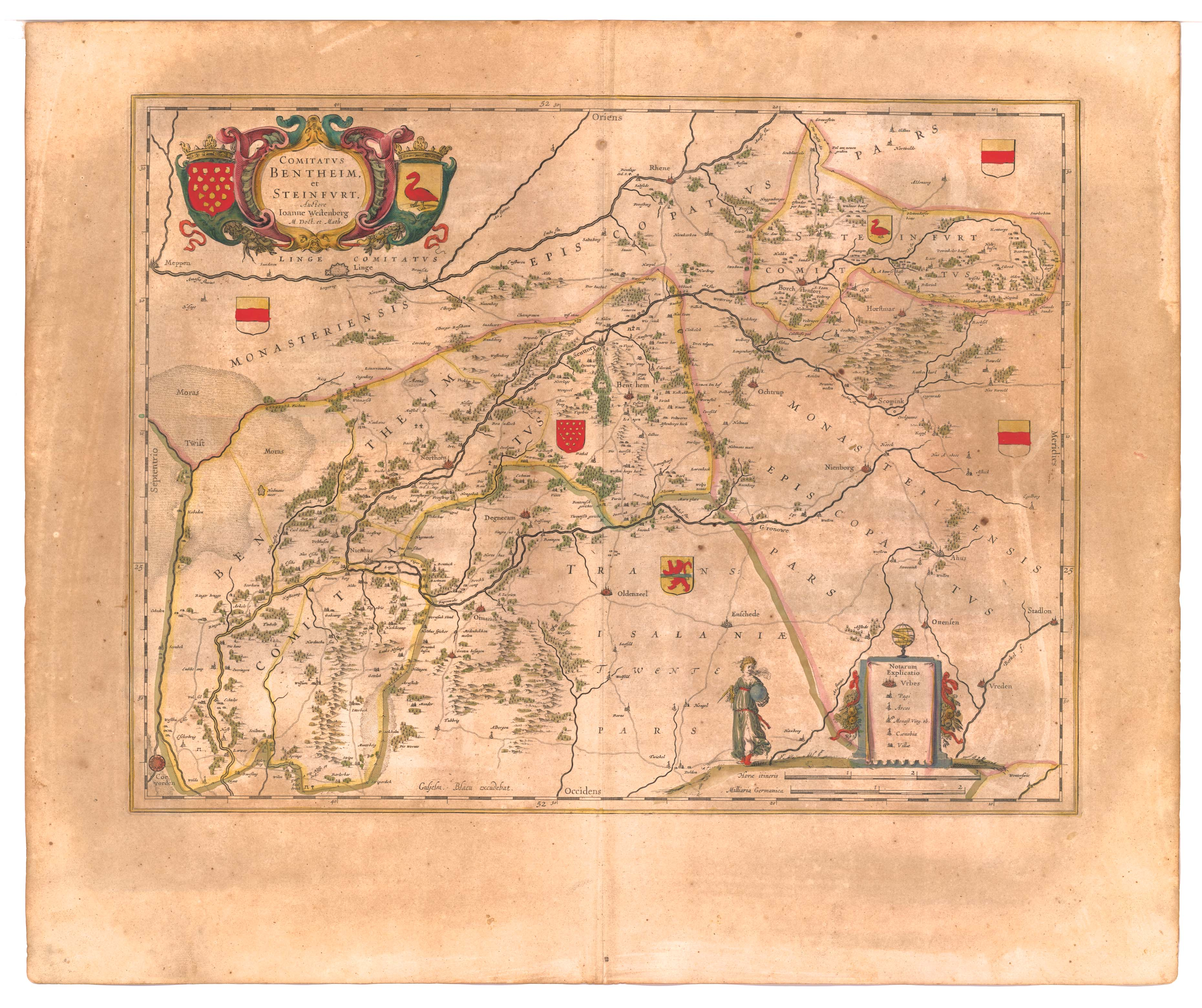
Die Grafschaften Bentheim und Steinfurt im Jahr 1645

Die Grafschaft Steinfurt, bis 1495 Herrschaft Steinfurt, war ein Territorium im Heiligen römischen Reich im heutigen Münsterland mit dem Schwerpunkt Steinfurt. Sie bestand bis 1806.

## Anfänge
Die Herrschaft Steinfurt entstand aus einer 1129 erstmals erwähnten Burg Steinfurt (Stenvorde). Ihre edelfreien Besitzer nannten sich Edelherren von Steinfurt. Im Jahr 1164 kam es zu einer Fehde mit den Herren von Ascheberg. Dabei wurden die Burgen Steinfurt und Ascheberg zerstört. Mit Unterstützung von Erzbischof Rainald von Dassel bauten die Steinfurter ihre Burg wieder auf. Daraus folgert eine These ihre Herkunft aus dem Solling, wofür auch eine Namensähnlichkeit mit der Familie von Dassel spricht, während eine andere ihre Zugehörigkeit zum Sippenverband der Edelherren von Münster-Meinhövel vertritt. Mit ihnen waren die noch blühenden Droste zu Hülshoff eng verbunden. Im 14. Jahrhundert stellten sie mit Balduin von Steinfurt einen Bischof von Paderborn und in Münster den Domscholaster Rudolf von Steinfurt und die Domherren Ludolf von Steinfurt und Baldewin von Steinfurt. 
Sie nahmen schon 1133 Schenkungen aus Eigengut vor. Als die Ascheberger ausstarben, ging deren Besitz 1206 auf die Edelherren von Steinfurt über. Neben einem Besitzschwerpunkt um Steinfurt hatten sie Streubesitz im Norden an der Ems, im Osten vom Teutoburger Wald bis nach Minden, im Süden bis nach Hattingen und im Westen bis in die Niederlande. Aus dem Besitz entstand eine Herrschaft, die vor allem das Kirchspiel Steinfurt umfasste. Hinzu kam ab 1270 die Vogtei über das Damenstift Borghorst, im Jahr 1279 das Gogericht Rüschau und im Jahre 1365 Gronau. Die Steinfurter hatten auch die Vogtei über die Stifte St. Mauritz und Überwasser in Münster. Hinzu kamen umfangreiche Besitzungen in Emsdetten, Mesum und Rheine. Geschützt wurden diese durch die in den Niederungen rechts der Ems gelegene Schwanenburg. Diese wurde bereits 1343 in einer Auseinandersetzung mit dem Münsterschen Bischof Ludwig Landgraf von Hessen zerstört.

## Auseinandersetzung mit dem Hochstift Münster
In diesem Bereich kam es zum Konflikt mit dem Hochstift Münster. Sie stiegen auf zu Vizevögten des Bistums Münster, verloren dieses Amt aber wieder. Im Jahr 1343 zerstörten die münsterschen Truppen die Burg, und die Steinfurter verloren ihren gesamten Besitz in diesem Raum. Durch die Belehnung von Balduin II. von Steinfurt mit der Freigrafschaft Laer wurden sie 1357 für diesen Teil ihres Gebiets reichsunmittelbar.

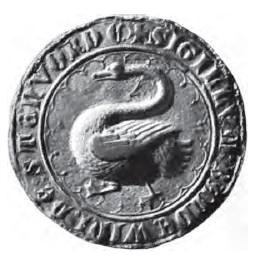
Siegel von Balduin von Steinfurt aus dem Jahr 1365

Der andauernde Gegensatz zu Münster führte dazu, dass Ludolf von Steinfurt 1396 von Bischof Otto IV. gefangen genommen und erst gegen die Zahlung eines hohen Lösegeld und die Anerkennung der bischöflichen Landeshoheit über die Herrschaft Steinfurt wieder freikam.

## Vereinigung mit Bentheim und Reichsunmittelbarkeit
Die Edelherren von Steinfurt starben im 15. Jahrhundert aus. Über die Erbtochter Mathilde von Steinfurt fiel die Herrschaft im Jahr 1421 an ihren Ehemann Everwin von Götterswyk († 1454) aus einem Adelsgeschlecht aus Götterswickerhamm. Dieser gewann im selben Jahr auch die Grafschaft Bentheim, da sein Großvater Everwin V. von Götterswyk mit Hedwig von Bentheim aus dem Hause der Gerulfinger verheiratet gewesen war. Er beerbte dort seinen Onkel Bernhard von Bentheim († 1421) und nannte sich nun Eberwin I. Graf von Bentheim, Herr zu Steinfurt. In erster Ehe war er mit Mathilde von Steinfurt († 1420), der Erbin der Herrschaft Steinfurt, verheiratet, in zweiter Ehe mit Gisberta von Bronkhorst-Borkulo. Sein Bruder Bernhard von Bentheim († 1473) begründete die ältere Linie Bentheim-Bentheim, die im Jahre 1530 erlosch, wodurch deren Erbe an die Linie Bentheim-Steinfurt fiel.
Die Bereiche der Grafschaft Bentheim und der Herrschaft Steinfurt wurden nach Everwins Tod 1454 wieder getrennt, als seine beiden Söhne aus zweiter Ehe, Bernhard von Bentheim und Arnold von Bentheim-Steinfurt, das Erbe aufteilten. (Aus der ersten Ehe mit Mathilde von Steinfurt stammte nur eine Tochter, Liutgard von Bentheim, † 1445, die mit Willem von Polanen, Herr von Berg, verheiratet war.) Durch Arnolds Heirat mit Katharina von Gemen fiel der Besitz Wevelinghoven bei Neuss an Steinfurt.
Wegen der Bedrängung Steinfurts durch die Bischöfe von Münster wurde die Herrschaft dem Reich als Lehen aufgetragen. Damit zusammen hing die Erhebung zu einer Reichsgrafschaft. Hinzu kamen die Verdienste von Everwin II. in den Kriegen Maximilians I. Dennoch fiel das Amt Rüschau im 16. Jahrhundert an das Hochstift Münster.
Die Grafschaft gehörte seit dem 16. Jahrhundert dem Niederrheinisch-Westfälischen Reichskreis sowie dem westfälischen Reichsgrafenkollegium an.
Im Jahr 1530 kam es zu einer zeitweiligen Wiedervereinigung von Bentheim und Steinfurt unter Arnold II. von Steinfurt. Unter dessen Herrschaft wurde in beiden Territorien seit 1544 die Augsburger Konfession eingeführt.

## Territorialer Höhepunkt und Niedergang
Der territoriale Bestand der Grafschaft wurde durch einen 1547 vom Hochstift Münster eingeleiteten Prozess vor dem Reichskammergericht in Frage gestellt. Münster zweifelte darin die Reichsunmittelbarkeit Steinfurts an.
In Steinfurt wurde Arnold III. Graf. Zu dessen Zeit verschärften sich die Auseinandersetzungen mit Münster. Arnold bestritt die geistliche Jurisdiktion der Fürstbischöfe und ließ die Johanniter vertreiben.

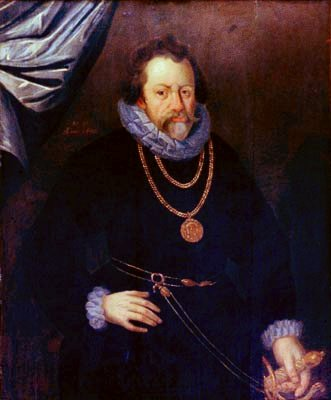
Arnold IV. von Steinfurt

Unter Arnold IV., zu dessen Zeit Steinfurt seine größte territoriale Ausdehnung erreichte, wurde 1591 die reformierte Lehre eingeführt. Nach seinem Tod kam es zur Aufteilung des Besitzes unter seinen fünf Söhnen. Dies führte zu langen Konflikten innerhalb der Familie. Erst 1638 einigte man sich auf einen Vergleich. Arnold Jobst von Steinfurt erhielt Steinfurt, eine Tecklenburger Linie Wevelinghoven und Gronau. Ein weiterer Vergleich führte 1665 zur erneuten Trennung von Steinfurt und Bentheim. Unter Graf Philipp Konrad war die Steinfurter Position so geschwächt, dass von 1660 die Stadt Steinfurt durch Bischof Bernhard von Galen besetzt wurde. Dieser Zustand dauerte bis 1720.
Unter Graf Ernst, der nach familieninternen Auseinandersetzungen 1691 die Herrschaft in Steinfurt antrat, wurden in einem Hausgesetz die Unteilbarkeit und das Recht der Erstgeburt eingeführt. Nach dessen Tod schloss seine Witwe 1716 wegen der hohen Besatzungskosten und dem fortdauernden Prozess vor dem Reichskammergericht einen Vertrag mit dem Hochstift Münster. Danach verlor die Grafschaft einen Teil ihres Territoriums an das Hochstift Münster. Sie war seither im Wesentlichen auf das Amt und das Kirchspiel Burgsteinfurt beschränkt.
Im Jahr 1804 kam es zur Wiedervereinigung mit der Linie Bentheim. Nur zwei Jahre später wurde sie Teil des Großherzogtums Berg, fiel 1811 an Frankreich und 1815 an Preußen.